# Francisco Guerrero
Francisco Guerrero (Sevilha, c. 4 de outubro de 1528 — Sevilha, 8 de novembro de 1599) foi um compositor espanhol da Renascença.

## Biografia
Foi um prodigioso, com 17 anos, já tinha sido nomeado mestre de Capella (professor de canto ou diretor musical) na Catedral de Jaén . Poucos anos depois, aceitou uma posição em Sevilha. Publicou várias coleções de sua música no estrangeiro, um evento pouco comum para um jovem compositor. Após várias décadas de trabalho e viajar em toda a Espanha e Portugal foi para a Itália por um ano (1581-1582) onde publicou dois livros de sua música. Morreu de peste negra, em 1599, na sua cidade natal, Sevilha.

## Gravações
- Francisco Guerrero, Missa Super Flumina Babylonis. GCD922005
- Francisco Guerrero, Missa Surge Propera. CDGIM040